# Матвиенко, Геннадий Григорьевич
Генна́дий Григо́рьевич Матвие́нко (4 апреля 1947, Незаметное, Красноармейский район, Приморский край, СССР — 30 сентября 2022, Томск, Россия) — советский и российский физик и организатор науки, доктор физико-математических наук, директор Института оптики атмосферы (ИОА) СО РАН. Заслуженный деятель науки РФ (2000).

## Биография
Окончил физический факультет Томского государственного университета (1970) и аспирантуру кафедры оптико-электронных приборов (1975).
В 1970—1972 гг. — стажёр-исследователь, затем — младший научный сотрудник Института оптики атмосферы СО АН СССР. В 1972—1975 — младший научный сотрудник Сибирского физико-технического института.
С 1975 г. — на научной и административной работе в ИОА СО АН СССР: младший, с 1976 г. — старший, с 1986 г. — ведущий научный сотрудник, с 1990 г. — заведующий лабораторией лидарных методов, с 1995 г. — директор отделения «Оптическое зондирование атмосферы», в 1998—2017 гг. — директор ИОА СО РАН.
С 1998 г. — по совместительству профессор кафедры космической физики и экологии радиофизического факультета ТГУ.
Кандидат (1975), доктор (1989) физико-математических наук. Старший научный сотрудник по специальности «Оптика» (1984).
Специализация — методы и технические средства лазерного зондирования аэрозольной атмосферы и экологического мониторинга окружающей среды.
Разработал лидарные системы для изучения полей аэрозолей, ветра и метеопараметров. Отрицал глобальное потепление.
Автор более 300 работ, в том числе 19 монографий, 7 изобретений.
Скончался 30 сентября 2022 года.

## Награды и отличия
- Заслуженный деятель науки Российской Федерации (2000).
- орден Дружбы (2008)[3],
- медаль губернатора Томской области «За достижения»[2]
- медаль им. Ю. А. Гагарина Федерации космонавтики России (1998),
- юбилейная медаль «40 лет полёту Ю. А. Гагарина» (2001),
- почётными грамотами АН СССР, РАН (1974, 1999) и СО АН СССР (1977).